# Todenbüttel
Todenbüttel è un comune di 1 027 abitanti dello Schleswig-Holstein, in Germania.
Appartiene al circondario (Kreis) di Rendsburg-Eckernförde (targa RD) ed è parte della comunità amministrativa (Amt) di Hohenwestedt-Land.